# Comté de Bollinger
Pour les articles homonymes, voir Bollinger.
Le comté de Bollinger, en anglais : Bollinger County, est un comté du Missouri aux États-Unis. Le siège du comté se situe à Marble Hill. Le comté date de 1851 et il fut nommé en hommage à George Frederick Bollinger.  Au recensement de 2000, la population était constituée de 12 029 individus. 

## Histoire
Le comté fut nommé d'après George Frederick Bollinger qui était le onzième fils de Heinrich Bollinger. George Frederick Bollinger persuada vingt autres familles de Caroline du Nord à s'installer dans la région de l'actuel comté. Pour acquérir les terres, il dut signer un document déclarant que lui et les autres colons étaient tous catholiques. En réalité, la majorité des colons (immigrés au début des années 1700 d'origine allemande) faisaient partie de l'église protestante allemande. Néanmoins, le commandant espagnol Don Louis Lorimier de la région proche de Cape Girardeau fut impressionné par l'homme et pesa pour que George Frederick et ses colons puissent s'installer. Les colons arrivèrent en janvier 1800. La région passa au même moment du statut espagnol au statut français (Louisiane) jusque 1803 lorsque la Louisiane fut vendue aux américains.

## Géographie
Selon le bureau du recensement des États-Unis, le comté totalise une surface de 1 609 km² dont 1 km² d’eau.  

### Comtés voisins
- Comté de Perry (Missouri)  (nord)
- Comté de Cap-Girardeau  (est)
- Comté de Stoddard  (sud)
- Comté de Wayne (Missouri)  (sud-ouest)
- Comté de Madison (Missouri)  (nord-ouest)

### Routes principales
- Missouri Route 34
- Missouri Route 51
- Missouri Route 72

## Démographie
Selon le recensement de 2000, sur les 12 029 habitants, on retrouvait 4 576 ménages et 3 464 familles dans le comté. La densité de population était de 7 habitants par km² et la densité d’habitations (5 522 au total) était de 3 habitations par km². La population était composée de 97,79 % de blancs, de 0,21 %  d’afro-américains, de 0,72 % d’amérindiens et de 0,22 % d’asiatiques.
34,30 % des ménages avaient des enfants de moins de 18 ans, 63,8 % étaient des couples mariés. 26,2 % de la population avait moins de 18 ans, 7,8 % entre 18 et 24 ans, 26,8 % entre 25 et 44 ans, 24,5 % entre 45 et 64 ans et 14,8 % au-dessus de 65 ans. L’âge moyen était de 38 ans. La proportion de femmes était de 100 pour 97,9 hommes.
Le revenu moyen d’un ménage était de 26 646 dollars.

## Villes et cités
| - Arab - Gipsy - Glen Allen | - Grassy - Leopold - Lutesville | - Marble Hill - Patton - Sedgewickville | - Sturdivant - Zalma |